# Olsztyn
Olsztyn (njemački: Allenstein) je grad u Varminsko-mazurskom vojvodstvu u Poljskoj na rijeci Łyni. 

## Zemljopis
Grad je smješten u sjeveroistočnom dijelu Poljske poznatom kao "Područje tisuće jezera". Veliki dio grada prekriven je zelenilom šumama, parkovima od kojih su neki i zaštićeni. Najveće gradsko jezero je Ukiel s površinom od 25.9 km².

## Povijest
Teutonci su 1347. započeli gradnju dvorca Ordensburg kao uporišta protiv Stare Pruske, naselje Allenstein se prvi put spominje sljedeće godine. Njemački naziv Allenstein znači dvorac na rijeci Alle (danas poljski naziv rijeke Łyne). Poljskom transliteracijom grad je postao poznat kao Olsztyn. Nikola Kopernik je živio u dvorcu kao administrator Allensteina i Mehlsacka (Pieniężno), a bio je zadužen za obranu Allensteina i Warmia tijekom poljsko-teutonskih ratova 1519. – 21. Grad je tijekom stoljeća mijenjao vlasnika, ali većinsko stanovništvo bili su Nijemci. Od ujedinjenja Njemačke 1871. Allenstein je bio u provinciji Istočna Pruska. Poslije Prvog svjetskog rata, na plebiscitu 1920. 97,8% stanovništva je glasalo da ostanu u Njemačkoj. Grad je osvojila i uništila Crvena armija 22. siječnja 1945. Od siječnja do kolovoza iste godine protjerano je sve njemačko stanovništvo, a tu su se naselile poljske izbjeglice s istoka, a grad je promijenio ime u Olsztyn.

## Stanovništvo
Prema podacima iz 2009. godine grad ima	176.387 stanovnika. 
| Godina             | Stanovnika    |
| ------------------ | ------------- |
| 1772.              | 1.770         |
| 1846.              | 4.000         |
| 1875.              | 6.000         |
| 1885.              | 11.555        |
| 1890.              | 19.373        |
| 1895.              | 25.000        |
| 1939.              | 50.000        |
| 1941.              | 54.300        |
| 1946.              | 23.000        |
| 1950.              | 45.000        |
| 1972.              | preko 100.000 |
| 1994.              | 165.000       |
| 2000.              | 170.000       |
| 2009. (30. lipnja) | 176.387       |

## Gradovi prijatelji
| - Španjolska, Calpe - Francuska, Chateauroux - Njemačka, Gelsenkirchen | - Rusija, Kaliningrad - Ukrajina, Lutsk - Njemačka, Offenburg | - SAD, Richmond - Finska, Rovaniemi - Poljska, Bielsko-Biała |

## Galerija
- Sveučilište Warmia i Mazury
- Gradska vijećnica
- Katedrala
- Dvorac Allenstein

## Vanjske poveznice
- Službena stranica grada